# Mộ Dung Vĩ
Mộ Dung Vĩ (tiếng Trung: 慕容暐; bính âm: Mùróng Wěi) (350–385), tên tự Cảnh Mậu (景茂), gọi theo thụy hiệu là (Tiền) Yên U Đế ((前)燕幽帝, thụy hiệu do thúc phụ Mộ Dung Đức truy phong, Mộ Dung Đức là hoàng đế nước Nam Yên) là hoàng đế cuối cùng của nước Tiền Yên thời Ngũ Hồ thập lục quốc. Ông trở thành hoàng đế vào năm 10 tuổi. Vào cuối thời gian trị vì của ông, quyền lực nằm trong tay của Khả Túc Hồn thái hậu và thúc tổ Mộ Dung Bình bất tài và tham nhũng. Ông bị thừa tướng Vương Mãnh của Tiền Tần bắt được vào năm 370, Tiền Yên diệt vong. Sau đó, trong giai đoạn Tiền Tần suy sụp sau thất bại trong trận Phì Thủy năm 383, ông đã cố gắng cùng đệ là Mộ Dung Xung tiến hành nổi loạn và bị hoàng đế Phù Kiên xử tử vào đầu năm 385.

## Đầu đời
Mộ Dung Vĩ sinh năm 350, khi đó phụ thân Mộ Dung Tuấn đang trị vì, một năm trước khi ông ta xưng đế. Mẫu thân của Mộ Dung Vĩ là Khả Túc Hồn hoàng hậu. Vào thời điểm đó, huynh trưởng của Mộ Dung Vĩ là Mộ Dung Diệp (慕容曄), đang là thái tử. Năm 354, Mộ Dung Vĩ được phong tước Trung Sơn vương.
Năm 356, Mộ Dung Diệp qua đời. Ngày Quý Sửu (23) tháng 2 năm Đinh Tị (29 tháng 3 năm 357), Mộ Dung Tuấn lập Trung Sơn vương Mộ Dung Vĩ làm thái tử. Năm 359, tại một yến tiệc cùng quần thần, Mộ Dung Tuấn nhớ Thái tử Diệp và than khóc. Một trong các thuộc hạ trước đây của Mộ Dung Diệp, Tư đồ tả trưởng sử Lý Tích (李績), tán dương tám đại đức của Mộ Dung Diệp. Mộ Dung Tuấn sau đó hỏi ý kiến của ông ta về Mộ Dung Vĩ, và họ Lý trả lời:
Hoàng thái tử có tài trời ban, và đã đạt bát đức. Tuy nhiên, có hai thiếu sót mà cần phải tự tra xét: ham mê quá mức du điền và nhạc. Cả hai đều có hại cho đất nước.
Mộ Dung Vĩ cũng có mặt và bị Mộ Dung Tuấn yêu cầu tự xem lại mình, từ đó ông bất bình với Lý Tích.
Tháng giêng năm Canh Thân (360), Mộ Dung Tuấn lâm bệnh và do Mộ Dung Vĩ lúc này vẫn còn nhỏ tuổi, ông ta định nhường ngôi lại cho Thái Nguyên vương-Đại tư mã Mộ Dung Khác. Tuy nhiên, Mộ Dung Khác từ chối và thuyết phục Mộ Dung Tuấn rằng mình cũng có thể hỗ trợ vị hoàng đế trẻ tuổi. Mộ Dung Tuấn sau đó ủy thác Thái tử cho Mộ Dung Khác, Tư đồ Mộ Dung Bình, và Lãnh quân tướng quân Mộ Dư Căn (慕輿根) nhận chiếu phụ chính. Thái tử Mộ Dung Vĩ tức vị ngày Mậu Tý (15) tháng 1 (17 tháng 2), đến ngày Giáp Ngọ (21) cùng tháng (23 tháng 2), Mộ Dung Tuấn mất.:

## Mộ Dung Khác nhiếp chính
Sang tháng 2 ÂL, Khả Túc Hồn hoàng hậu được tôn làm hoàng thái hậu, Thái Nguyên vương Mộ Dung Khác được bổ nhiệm làm Thái tể và quản lý triều chính, Thượng Dung vương Mộ Dung Bình được bổ nhiệm làm Thái phó, Dương Vụ (陽騖) làm Thái bảo, Mộ Dư Căn làm Thái sư, tham gia phụ chính. Mộ Dư Căn là một viên quan trẻ, không bằng lòng với vị trí là thuộc hạ của Mộ Dung Khác, sau đó vu cáo với Mộ Dung Vĩ và Khả Túc Hồn thái hậu rằng Mộ Dung Khác và Mộ Dung Bình lập mưu nổi loạn và yêu cầu được suất cấm binh tấn công họ. Thái hậu tin lời Mộ Dư Căn song Mộ Dung Vĩ thì không và từ chối cho phép. Mộ Dung Khác sau đó đã phát hiện ra sự việc, Mộ Dư Căn cùng gia tộc bị hành quyết.
Mộ Dung Khác là người nhiếp chính cả trong vấn đề trị quốc và quân sự, lãnh thổ Tiền Yên dần được mở rộng trong thời gian ông nhiếp chính, lãnh thổ chiếm được phần lớn là từ tay Đông Tấn. Mộ Dung Khác giải quyết tất cả các vấn đề lớn, song khi ông muốn thăng chức cho Lý Tích làm Hữu bộc xạ, Mộ Dung Vĩ từ chối và nói rằng "Vạn cơ sự đều ủy cho thúc phụ, với người này Vĩ xin được độc tài" và đưa Lý Tích ra khỏi kinh thành để làm Chương Vũ thái thú, Lý Tích buồn rầu mà mất.
Năm 361, Đinh Tiến (丁進) vốn là một phương sĩ được Mộ Dung Vĩ quý mến, người này cố lấy lòng Mộ Dung Khác để thuyết phục Mộ Dung Khác giết chết Mộ Dung Bình. Mộ Dung Khác giận dữ cho giết chết Đinh Tiến.
Năm 365, Mộ Dung Khác chiếm được thành trọng yếu Lạc Dương từ tay Đông Tấn.
Năm 366, Mộ Dung Khác và Mộ Dung Bình đề nghị từ nhiệm và trả lại tất cả quyền lực cho Mộ Dung Vĩ, Mộ Dung Vĩ từ chối.
Năm 367, Mộ Dung Khác lâm bệnh, trên giường bệnh, ông đề nghị rằng Mộ Dung Vĩ hãy trao trách nhiệm lớn hơn cho một thúc phụ khác, Ngô vương Mộ Dung Thùy. Tuy nhiên, do Mộ Dung Bình ghen tị với tài năng của Mộ Dung Thùy và Thái hậu cũng có mối tư thù với Mộ Dung Thùy, nên đã không đồng ý, vì thế Mộ Dung Bình trở thành người nhiếp chính, một số trách nhiệm quân sự được chuyển giao cho em trai của Mộ Dung Vĩ là Trung Sơn vương Mộ Dung Xung.

## Mộ Dung Bình nhiếp chính
Mộ Dung Bình có tài năng thua xa Mộ Dung Khác, ông ta cũng là một người tham nhũng. Khi nghe tin về việc Mộ Dung Khác qua đời, hoàng đế Phù Kiên của nước Tiền Tần kình định đã xem xét lập kế hoạch chinh phạt Tiền Yên.
Tuy nhiên, ngay sau đó, Tiền Yên dường như đã có một cơ hội tốt để chinh phục Tiền Tần. Tháng 10 ÂL năm đó, đệ của Phù Kiên là Triệu công Phù Song (苻雙), cùng những đường huynh đệ là Phù Sưu (苻廋), Phù Liễu (苻柳), và Phù Vũ (苻武), thông mưu nổi loạn và thỉnh cầu Tiền Yên, chịu khuất phục trước Tiền Yên. Do Phù Sưu trấn giữ thành cửa ngõ trọng yếu là Thiểm Thành (陝城, nay thuộc Tam Môn Hiệp, Hà Nam), điều này sẽ mở đường cho Tiền Yên tiến vào vùng trung tâm của Tiền Tần. Tuy nhiên, Mộ Dung Bình đã từ chối hành động, và đến cuối năm 368, Phù Kiên đánh bại cuộc nổi loạn của bốn người.

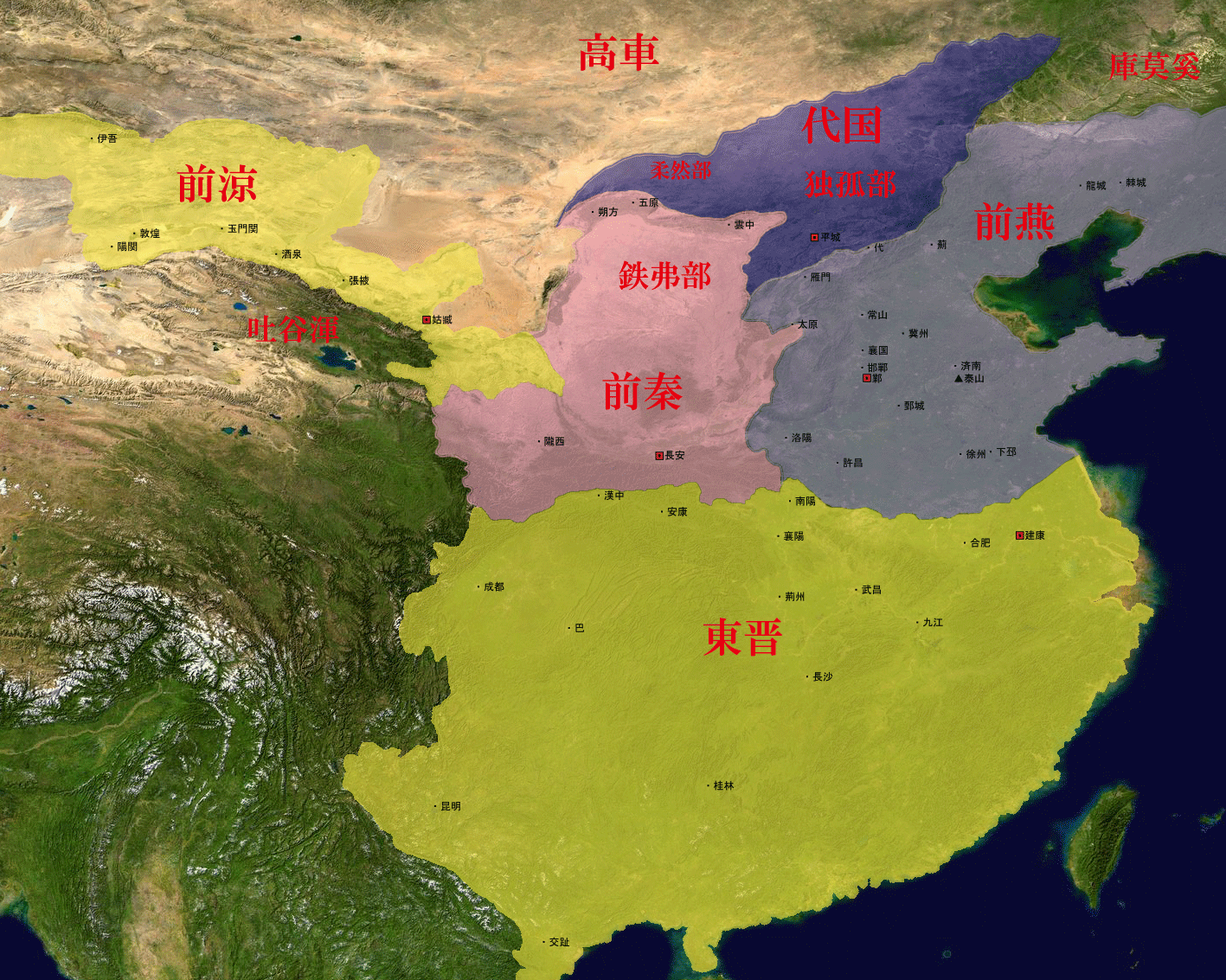
Năm 369
Tiền Yên
Đông Tấn
Tiền Tần
Tiền Lương
Đại

Cũng vào năm 368, Thượng thư tả bộc xạ-Quảng Tín công Duyệt Oản (悅綰), lo ngại về tình trạng tham nhũng đang phát triển trong các gia đình quý tộc bằng cách cho thường dân vào thái ấp của họ, một hành động khiến cho những dân thường này sẽ chỉ có trách nhiệm với địa chủ và không phải nộp thuế cho triều đình, dẫn đến ngân khố bị suy giảm và không thể trả đủ bổng lộc cho các quan, ông ta đã kiến nghị với Mộ Dung Vĩ thực thi cải cách để chấm dứt tình trạng này. Mộ Dung Vĩ chấp thuận và để cho Duyệt Oản tiến hành, và Duyệt đã cho đưa hơn 20 vạn người xuất hộ, trở lại tình trạng phải nộp thuế. Các quý tộc đều oán giận Duyệt Oản, Duyệt đã qua đời tháng 11 ÂL cùng năm và Tư trị thông giám viết rằng ông chết vì bị bệnh từ trước. Tuy nhiên, Tấn thư thì chép rằng ông bị Mộ Dung Bình bất bình với Duyệt Oản nên tìm người ám sát.:
Ngày Giáp Tý (15) tháng 4 năm Kỉ Tị (5 tháng 6 năm 369), Mộ Dung Vĩ lấy con gái của Thượng thư lệnh-Dự Chương công Khả Túc Hồn Dực (可足渾翼) làm hoàng hậu, Dực là tụng đệ của Khả Túc Hồn thái hậu.
Cũng trong năm đó, tướng Hoàn Ôn của Tấn mở một chiến dịch lớn chống lại Tiền Yên, tiến đến Phương Đầu (枋頭, nay thuộc Hạc Bích, Hà Nam), nằm lân cận kinh thành của Tiền Yên là Nghiệp Thành, đánh bại mọi đội quân Tiền Yên cử đến, bao gồm cả một đại quân do huynh của Mộ Dung Vĩ là Lạc An vương Mộ Dung Tang (慕容臧) chỉ huy. Tháng 7 ÂL, Mộ Dung Vĩ và Mộ Dung Bình hoảng sợ và muốn bỏ Nghiệp Thành để trở về cố đô Hà Long (和龍, nay thuộc Cẩm Châu, Liêu Ninh). Tuy nhiên, Mộ Dung Thùy tình nguyện tiến hành một cuộc kháng cự cuối cùng, và được phong làm 'sứ trì tiết', 'Nam thảo đại đô đốc', suất năm vạn quân kháng cự Hoàn Ôn. Trong khi đó, Mộ Dung Vĩ cũng cử sứ thần đến Tiền Tần để yêu cầu trợ giúp, hứa sẽ cắt vùng Lạc Dương cho Tiền Tần để đổi lấy cứu trợ. Mộ Dung Thùy và một thúc phụ khác của Mộ Dung Vĩ là Mộ Dung Đức ngay sau đó đã giáng cho Hoàn Ôn một thất bại lớn, quân Tiền Tần đến nơi và cũng đánh bại Hoàn Ôn trong một trận khác.
Vẫn bực bội trước Mộ Dung Thùy (thê là tỉ muội với thái hậu song ông không sủng ái), Khả Túc Hồn thái hậu từ chối khao thưởng cho Mộ Dung Thùy và binh lính dưới quyền, và thậm chí còn nghĩ đến việc giết chết, quyết định này được Mộ Dung Bình tán đồng do người này cũng lo sợ Mộ Dung Thùy. Mộ Dung Thùy hay tin thì chạy trốn đến Tiền Tần và trở thành một tướng của Phù Kiên. Thái hậu và Mộ Dung Bình cũng từ chối cắt đất Lạc Dương cho Tiền Tần theo đúng lời hứa trước đó. Trong giận dữ, cuối năm 369, Phù Kiên cử 6 vạn quân do thừa tướng Vương Mãnh chỉ huy tiến đánh Tiền Yên.
Vào mùa xuân năm 370, Vương Mãnh tiến đến Lạc Dương và buộc binh lính tại đây phải đầu hàng. Ông sau đó đến Hồ quan (壺關, nay thuộc Trường Trị, Sơn Tây), đánh bại tất cả quân Tiền Yên trên đường đi. Vương Mãnh sau đó chiếm Tấn Dương (晉陽, nay thuộc Thái Nguyên, Sơn Tây). Tháng 8 ÂL, Mộ Dung Bình dẫn 30 vạn tinh binh trung ngoại chống lại quân Tiền Tần, song do sợ họ Vương, ông ta dừng lại tại Lộ xuyên (潞川, cũng thuộc Trường Trị ngày nay). Vương Mãnh ngay sau đó đã đến nơi để chuẩn bị giao chiến. Tuy nhiên, Mộ Dung Vĩ trở nên tự tin, và cho rằng Vương Mãnh sẽ thất bại do tương quan về số binh lính và không còn lo lắng.
Trong khi đó, Mộ Dung Bình cho lính canh giữ rừng và các con suối, không cho phép thường dân và cả lính của ông đốn củi hoặc đánh cá trừ khi họ trả một khoản phí bằng tiền bạc hoặc tơ tằm. Mộ Dung Bình nhanh chóng thu được nhiều lợi lộc, song khiến cho các binh sĩ hoàn toàn mất tinh thần chiến đấu. Mộ Dung Vĩ sợ hãi, khiển khiển Thị trung Lan Y đến quở trách thúc phụ và lệnh cho ông phải chia sẻ lợi lộc cho các binh lính. Mùa đông năm 370, hai bên giao chiến, mặc dù vượt trội về số lượng, Vương Mãnh tiêu diệt quân của Mộ Dung Bình, Mộ Dung Bình chạy trốn về Nghiệp Thành.
Mộ Dung Vĩ cùng với các huynh đệ từ bỏ Nghiệp Thành và trở về Hà Long. Tuy nhiên, khi họ ra khỏi kinh thành, các vệ sĩ phần lớn đã bỏ trốn, và chỉ còn hơn mười người trung thành ở lại và ngay sau đó đã bị đạo tặc giết chết. Mộ Dung Vĩ mất ngựa đành phải chạy bộ, bị quân Tiền Tân đuổi kịp và bắt ông đem về giao cho Phù Kiên. Phù Kiên phóng thích Mộ Dung Vĩ song yêu cầu ông chính thức đầu hàng, Tiền Yên diệt vong.

## Sau khi Tiền Yên diệt vong
Mộ Dung Vĩ cùng hậu phi, vương công, bá quan Tiền Yên và hơn bốn vạn người Tiên Ti đến sống tại kinh thành Trường An của Tiền Tần. Họ đến nơi vào ngày Giáp Dần (14) tháng 12 (16 tháng 1 năm 371), Mộ Dung Vĩ được Phù Kiên phong tước Tân Hưng hầu và phong chức Thượng thư. Năm 378, ông cũng tham gia trong chiến dịch của con trai Phù Kiên là Phù Phi, bao vây thành Tương Dương của Đông Tấn, được bổ nhiệm làm Bình Nam tướng quân, Biệt bộ đô đốc. Năm 383, ông cũng tham gia chiến dịch lớn của Phù Kiên chống lại Đông Tấn, Phù Kiên hy vọng thông qua chiến dịch này để diệt Tấn và thống nhất Trung Hoa. Tuy nhiên, sau thất bại trong trận Phì Thủy, quân của Phù Kiên suy sụp, và sau khi Mộ Dung Thùy từ chối bắt đầu một cuộc nổi dậy để phục Yên, Mộ Dung Đức đã cố thuyết phục Mộ Dung Vĩ song Mộ Dung Vĩ đã từ chối và đi theo Phù Kiên về Trường An.
Tuy nhiên, đến mùa xuân năm 384, Mộ Dung Thùy đã bắt đầu nổi dậy ở phần phía đông của đế quốc (lãnh thổ Tiền Yên trước đây), và ngay sau đó hội quân cùng các quý tộc và quan lại Tiền Yên trước đây để lập nên Hậu Yên. Hay tin, các đệ của Mộ Dung Vĩ là Mộ Dung Hoằng và Mộ Dung Xung cũng nổi dậy gần Trường An. Mộ Dung Hoằng đã cử một sứ giả yêu cầu Phù Kiên đưa Mộ Dung Vĩ đến chỗ mình và hứa sẽ dâng Quan Trung nếu Mộ Dung Vĩ được thả. Phù Kiên trở nên giận dữ và quở trách Mộ Dung Vĩ, Mộ Dung Vĩ khẩn nài và hứa sẽ tiếp tục là một thần dân trung thành. Phù Kiên vẫn cho ông giữ chức vụ, song bị Phù Kiên bắt viết một lá thư cho Mộ Dung Thùy, Mộ Dung Hoằng và Mộ Dung Xung để bảo họ đầu hàng, Mộ Dung Vĩ lại viết rằng:
Ta là người trong lồng, tất không thể hoàn lý. Hơn nữa, ta cũng là tội nhân của Yên thất, và các ngươi không nên lo cho ta, hãy lập nên đại nghiệp của mình.
Tuy nhiên, Mộ Dung Hoằng ngay sau đó bị ám sát, và Mộ Dung Xung trở thành lãnh đạo quân nổi dậy Tiên Ti và cuối cùng lập nước Tây Yên. Mộ Dung Xung bao vây Trường An và yêu cầu Phù Kiên đem Mộ Dung Vĩ đến chỗ mình. Trong khi đó, Mộ Dung Vĩ và [đường] huynh là Mộ Dung Túc (慕容肅) tổ chức những người Tiên Ti tại Trường An, chuẩn bị nổi dậy để hội quân với Mộ Dung Xung. Tháng 12 ÂL cùng năm (đầu năm 385), Mộ Dung Vĩ mời Phù Kiên đến tư gia, giả vờ rằng kì tử tân hôn, sẵn sàng ám sát Phù Kiên tại tiệc rượu. Phù Kiên đã đồng ý tham sự song đã không thể đến do trời mưa, tin tức về âm mưu đã bị lộ. Phù Kiên triệu Mộ Dung Vĩ và Mộ Dung Túc vào cung. Mộ Dung Túc muốn từ chối và ngay lập tức nổi dậy song Mộ Dung Vĩ từ chối và cả hai cùng vào cung. Phù Kiên đặt câu hỏi về âm mưu của họ, và trong khi Mộ Dung Vĩ vẫn cố gắng phủ nhận thì Mộ Dung Túc đã tự đắc thừa nhận, Phù Kiên cho giết cả hai cũng như những người Tiên Ti còn lại trong thành.